# Škoda 12E
Škoda 12E – lokomotywa elektryczna produkowana w latach 1953-1958 dla kolei czechosłowackich. Wyprodukowano 100 lokomotyw do prowadzenia pociągów pasażerskich na zelektryfikowanych liniach kolejowych. W Czechosłowacji i jej państwach-sukcesorach oznaczona jako seria E499.0, następnie 140. Eksploatowana w Polsce jako ET13. Od układu osi (Bo'Bo') nazywana była popularnie w Czechosłowacji bobina (bobina-nulka, dla odróżnienia od E 499.1). 

## Historia
Produkcja pierwszego elektrowozu E 499.001 została zakończona w maju 1953 roku. Wyprodukowano 100 sztuk w sześciu seriach: 12E1 do 12E6. Jazdy doświadczalne pierwszych dwóch elektrowozów były przeprowadzane w 1954 roku na polskich liniach kolejowych, ponieważ czechosłowackie linie kolejowe zelektryfikowano napięciem 1,5 kV. Pierwsze jazdy lokomotywy w Czechosłowacji przeprowadzano 15 kwietnia 1956 roku na pierwszej linii kolejowej zelektryfikowanej napięciem 3 kilowoltów na odcinku Kralova Lehota – Liptowski Mikułasz. 7 listopada 1966 skreślono ze stanu CSD lokomotywę E499.050, która brała udział w wypadku kolejowym po którym została przekazana na złom do Popradu razem z E499.002, który wcześniej brał udział w wypadku kolejowym. 19 grudnia 1977 roku utracono lokomotywę E499.006, która doznała poważnych uszkodzeń po najechaniu na tył pociągu towarowego na stacji Přelouč po którym została skasowana. W 1988 roku zmieniono oznaczenie lokomotyw na serię 140. 
3 sierpnia 1992 roku lokomotywa 140 003 brała udział w katastrofie kolejowej w Budkovacach na skutek której została skreślona ze stanu CSD i skasowana z powodu doznanych uszkodzeń. 
Kilka lokomotyw zachowano do celów muzealnych. Trzy Lokomotywy po elektryfikacji linii kolejowej do Zwardonia prowadziły od 2005 roku międzynarodowe pociągi pasażerskie z Żyliny do Katowic. Elektrowozy eksploatowane są przez słowackich przewoźników prywatnych. W Polsce osiem elektrowozów było eksploatowanych przez prywatnych przewoźników.

## Eksploatacja w Polsce

### CTL Logistics
Od 2005 roku dwie lokomotywy eksploatowane były w Polsce przez CTL Rail, ale już rok później przeszły na stan CTL Logistics i pracowały pod oznaczeniem ET13 z numerami R001 (099) i R002 (074). W 2007 roku CTL logistics nabył kolejną lokomotywę 140 064 która pracowała pod oznaczeniem ET13-R003 i była eksploatowana przez przewoźnika przez ponad siedem lat. W 2009 i 2010 roku elektrowozy ET13-R001 i R002 zostały skreślone ze stanu CTL Logistics i wystawione na sprzedaż. ET13-R001 została sprzedana do Loko Trans. W styczniu 2012 roku przeszedł naprawę P4 i następnie trafił do dzierżawy w STK. Natomiast ET13-R002 trafił do ZOS Zvolen i w marcu 2012 roku przeszedł naprawę P4. ET13-R003 został w grudniu 2007 roku spolonizowany w ZNTK Oleśnica otrzymując jako jedyny pojazd z tej serii czarno-szare malowanie. Był eksploatowany przez przewoźnika do 2014 roku kiedy to został skreślony z inwentarza.

### STK
W 2012 roku spółka STK z Wrocławia rozpoczęła eksploatację trzech lokomotyw serii 140. Były to lokomotywy o numerach: 042, 099 i 079 z czego dwie były własnością czeskiego przewoźnika LOKO TRANS. Natomiast 140 079 była własnością STK. Pojazdy były eksploatowane przez przewoźnika od 2012 do 2016 roku do czasu kiedy w 2016 i 2017 roku zostały zwrócone do Czech, gdzie przeszły naprawę i jeżdżą w Czechach u prywatnych przewoźników. Natomiast lokomotywa 140 099 po przejściu naprawy 15 sierpnia 2017 roku otrzymała błękitne malowanie trafiła do dzierżawy w Ecco Rail. 

### PHU Lokomotiv/Ecco Rail
W 2008 roku PHU Lokomotiv zakupiło od ZSSK Cargo lokomotywę 140 052, która 16 maja tego samego roku przeszła naprawę w ČMŽO s.r.o. Přerov i w późniejszym czasie zaczęła być dzierżawiona przez Kolej Bałtycką, a następnie Ecco Rail który w późniejszym czasie przejął pojazd. 24 sierpnia 2017 Ecco Rail rozpoczęło dzierżawę lokomotywy 140 099 od czeskiego przewoźnika XTR Logistic, która była eksploatowana w ruchu towarowym do 2020 roku, kiedy lokomotywa weszła do eksploatacji u czeskiego przewoźnika Trans Rapid na krótki czas.
Lokomotywa 140 052 jeździła do drugiej połowy 2014 roku kiedy to została odstawiona w Zbąszynku. Pojazd stał tam cztery lata do czasu kiedy 1 października 2018 roku pojazd został zakupiony przez przewoźnika Arriva Transport Česká republika i wywieziony z Polski w stanie nieczynnym do ČMŽO Přerov gdzie przeszła naprawę 19 lipca 2019 roku i obecnie jeździ u nowego właściciela.

### Rail Polska
Od 2007 roku spółka Rail Polska eksploatuje dwie lokomotywy serii 140 o numerach 059 i 097, które zostały zakupione od kolei słowackich. Od listopada 2013 roku przewoźnik dzierżawił od ZOS Zvolen lokomotywę 140 074 (dawną ET13-R002), która pod koniec marca 2014 roku wróciła do właściciela, a w 2015 roku został sprzedany czeskiemu przewoźnikowi  RM Lines a.s.

## Konstrukcja
Pudło lokomotywy jest oparte na ostoi głównej, w której zamontowano urządzenia cięgłowo-zderzakowe. W elektrowozie zastosowano 
mechanizm napędowy systemu Sècheron. Całkowicie usprężynowane silniki trakcyjne przekazywały moment obrotowy za pomocą wałka skrętnego, który umieszczono w wydrążonym wirniku, taśmowych sprzęgieł elastycznych, oraz pary kół zębatych, zamkniętych w sztywnej obudowie.
Zastosowano rozruch oporowy. Pozycje jezdne w nastawniku jazdy przechodziły między każdym układem przez układy bocznikowania, a przełączanie pozycji jezdnych było realizowane za pomocą wału kułakowego. W praktyce wyglądało to tak, że kołem nastawnika można było przeskoczyć kilka pozycji do przodu, a obwody pneumatyczne samoczynnie powodowały obrót wału i zamknięcia styczników.